# Мёрштедт, Макс
Макс Мёрштедт (нем. Max Moerstedt; родился 15 января 2006) — немецкий футболист, нападающий клуба «Хоффенхайм».

## Клубная карьера
Выступал за юношеские команды клубов «Карлсруэ» и «Бавария». В 2021 году присоединился к футбольной академии клуба «Хоффенхайм». 3 мая 2024 года дебютировал в основном составе «Хоффенхайма» в матче Бундеслиги против «РБ Лейпциг».

## Карьера в сборной
Выступал за сборные Германии до 16, до 17 и до 18 лет.
В 2023 году в составе сборной Германии до 17 лет принял участие в чемпионате Европы в Венгрии. На турнире провёл все шесть матчей и помог немцам одержать победу.

## Достижения
- Чемпион Европы до 17 лет: 2023
- Чемпион мира до 17 лет: 2023